# 伊戈尔·杜利亚伊
伊戈尔·杜利亚伊（羅馬化：Igor Duljaj，1979年10月29日—），塞尔维亚男子足球运动员，场上位置是中场。他曾代表塞尔维亚和黑山参加2006年国际足联世界杯，结果队伍止步小组赛阶段。